# Streptelopus fratrellus
Streptelopus fratrellus är en mångfotingart som beskrevs av Hoffman 2005. Streptelopus fratrellus ingår i släktet Streptelopus och familjen Gomphodesmidae. Inga underarter finns listade i Catalogue of Life.